# International Human Powered Vehicle Association
Die International Human Powered Vehicle Association (IHPVA), wurde 1976 in den USA gegründet, firmiert seit 2008 jedoch unter dem Namen World Human Powered Vehicle Association (WHPVA).
Die IHPVA bündelt und vertritt die Interessen der Hersteller und Nutzern von mit Muskelkraft betriebenen Fahrzeugen. Die Definition dieser Fahrzeuge ist nicht trennscharf. Üblicherweise fallen Liegeräder unter die Definition, aber auch vierspurige, muskelbetriebene Fahrzeuge wie das Pedicar.

## Feindliche Übernahme
1998 spaltete sich der US-Verein HPVA von der IHPVA ab und trat 2004 aus dieser aus. Im Rahmen eines Streits um den Namen gelang es der HPVA, Besitz von der Domain ihpva.org zu ergreifen, und sie führt nun seit 2008 selbst den Namen International Human Powered Vehicle Association (IHPVA), während der ursprüngliche Namensträger sich notgedrungen einen neuen Namen suchen musste. Die ursprüngliche IHPVA hatte die Übernahme der Domain bei der ICANN ohne Ergebnis beanstandet.
Aufgaben sowohl der IHPVA als auch der WHPVA sind die Kontrolle, Überprüfung und Anerkennung von Rekorden, Aufstellen von Wettbewerbsregeln, Terminkoordination von Meisterschaften und Informationsaustausch. Die heutige IHPVA macht dies vor allem auf dem amerikanischen Kontinent; die WHPVA auf dem europäischen Kontinent, wobei Australien und Asien nach Möglichkeit einbezogen werden.
Zwischen der amerikanischen HPVA/IHPVA und der internationalen IHPVA/WHPVA gab es während zehn Jahren auch immer wieder Konflikte über Rennkategorien, Rekorde und Urheberrechtsbelange.